# Adrie Visser
Adrie Visser (Hoorn, 19 ottobre 1983) è un'ex ciclista su strada olandese.

## Carriera
Visser passa professionista nel 2004, cogliendo la prima vittoria mondiale nel 2007, nel Ronde van Drenthe valido per la Coppa del mondo. I risultati più importanti della carriera li ottiene con l'attività su pista, dove vince 11 titoli nazionali e due medaglie di bronzo nello scratch ai campionati del mondo (nel 2003 e nel 2007), partecipando anche alla corsa a punti dei Giochi olimpici 2004 ad Atene. Si ritira dall'attività a fine 2013.

## Palmarès

### Strada
- 2005

Omloop door Middag-Humsterland
- 2007 (Team DSB, una vittoria)

Ronde van Drenthe
- 2008 (Team DSB, una vittoria)

3ª tappa Albstadt-Frauen-Etappenrennen
- 2010 (HTC-Columbia Women, due vittorie)

3ª tappa Thüringen Rundfahrt
- 2011 (HTC-Highroad Women, due vittorie)

3ª tappa Energiewacht Tour (Aduard > Aduard)
Classifica generale Energiewacht Tour
Sparkassen Giro Bochum
- 2012 (Skil-1T4I/Skil-Argos, due vittorie)

Le Samyn
Erondegemse Pijl

#### Altri successi
- 2010 (HTC-Columbia Women)

1ª tappa Giro della Toscana-Memorial Fanini (cronosquadre) 

### Pista
- 2003

Campionati olandesi, corsa a punti
Campionati olandesi, scratch
Campionati olandesi, inseguimento individuale
- 2004 (Farm Frites-Hartol)

4ª prova Coppa del mondo, scratch (Sydney)
Campionati olandesi, corsa a punti
Campionati olandesi, scratch
Campionati olandesi, inseguimento individuale
- 2005 (AA Drink)

Campionati olandesi, corsa a punti
Campionati olandesi, scratch
Campionati olandesi, inseguimento individuale
2ª prova Coppa del mondo 2005-2006, scratch (Manchester)
- 2006 (AA Drink)

Campionati olandesi, corsa a punti
Campionati olandesi, scratch